# Zhangixalus dugritei
Zhangixalus dugritei là một loài ếch trong họ Rhacophoridae. Chúng được tìm thấy ở Trung Quốc, Việt Nam, có thể cả Lào, và có thể cả Myanmar.
Các môi trường sống tự nhiên của chúng là các khu rừng ôn hòa, các khu rừng vùng núi ẩm nhiệt đới hoặc cận nhiệt đới, đồng cỏ nhiệt đới hoặc cận nhiệt đới vùng ngập nước hoặc lụt theo mùa, đầm nước ngọt, đầm nước ngọt có nước theo mùa, vườn nông thôn, và các khu rừng trước đây bị suy thoái nặng nề. Loài này đang bị đe dọa do mất môi trường sống.